# كين ويزنر
كين ويزنر (بالإنجليزية: Ken Wiesner)‏ هو منافس ألعاب قوى أمريكي، ولد في 17 فبراير 1925 في ميلواكي في الولايات المتحدة.

## وصلات خارجية
- كين ويزنر على موقع أوليمبيديا (الإنجليزية)